# Albrecht Schmidt
Albrecht Elvinius Schmidt (9. april 1870 i København – 5. marts 1945 på Frederiksberg) var en dansk skuespiller.
Han var oprindeligt uddannet teatermaler, hvor han stod i lære fra 1885, men fra 1889-1892 blev han uddannet på Det Kongelige Teaters elevskole og havde sin teaterdebut under uddannelsen den 4. oktober 1891 på Det Kongelige Teater. Han blev hos Det Kongelige Teater indtil 1894 og spillede senere på alle de store københavnske teatre (inkl. Dagmarteatret og Det ny Teater) med undtagelse af Casino. I årene 1915-1917 var han direktør for Alexandrateatret (senere kaldet for Betty Nansen Teater) på Frederiksberg Allé. Imidlertid overtog Betty Nansen teatret bag hans ryg, hvorefter han  1917-1920 var teaterdirektør i provinsen. I 1920 var han tilbage i København, hvor han var tilknyttet flere forskellige teatre. Hans sidste optræden på teateret var i 1942.
Han filmdebuterede i 1910 i filmen Revolutionsbryllup instrueret af Viggo Larsen og medvirkede derefter i 11 stumfilm og 8 tonefilm for 5 forskellige filmselskaber. På grund af sit ydre spillede han ofte rollen som fyrste, godsejer eller læge. Hans sidste film var Niels Pind og hans dreng fra 1941.
Albrecht Schmidt var søn af malermester Henry Tobias Schmidt og Thoms Kathrine Schandorff. Han var gift to gange, første gang den 22. november 1896 med skuespillerinden Thora Ida Antoinette Frederikke Halberg (1877-1911 – ægteskab opløst), og dernæst den 29. december 1934 med skuespillerinden Else Albeck (1900-1976). Han døde den 5. marts 1945 og ligger begravet på Solbjerg Parkkirkegård på Frederiksberg.

## Filmografi
Stumfilm:

- 1910 – Revolutionsbryllup (som Marc-Arron, oberstløjt. i revolutionshær; Instruktør Viggo Larsen)
- 1911 – Morfinisten (som John Robert, børsspekulant; instruktør Louis von Kohl)
- 1913 – Atlantis (instruktør August Blom)
- 1913 – Skæbnebæltet (instruktør Svend Rindom)
- 1913 – Den store Operation (som Fyrst Eisenfeld; instruktør Robert Dinesen)
- 1913 – Den hemmelige Traktat (som Udenrigsminister Wilfred Carr; instruktør Alfred Lind)
- 1913 – Skæbnens Veje (som fyrst Alexander; instruktør Holger-Madsen)
- 1915 – Grev Dahlborgs Hemmelighed (instruktør Eduard Schnedler-Sørensen)
- 1917 – Nattens Gaade (som Louis Giffard, Josephs søn, Leilahs mand; ubekendt instruktør)
- 1917 – Fru Kristina (som Miquel Mieris, kunstmaler; instruktør Alfred Cohn)
- 1918 – Livets Stormagter (som Grev Fontana; instruktør Alfred Cohn)
- 1920 – Kærlighedsvalsen (som Grev Gustav Borghjælm, Eriks fætter; instruktør A.W. Sandberg)
- 1922 – Häxan (som psykiater; instruktør Benjamin Christensen) (Sverige)

Tonefilm:

- 1933 – Fem raske Piger (som Schwartz, hushovmester; instruktør A.W. Sandberg)
- 1934 – Flugten fra Millionerne (som Notaren; instruktør Paul Fejos)
- 1936 – Sol over Danmark (som fiskeeksportør Jacobsen, Jacobsens Bror; instruktør Holger-Madsen)
- 1937 – En fuldendt Gentleman (som Grev Urne; instruktør Alice O'Fredericks, Lau Lauritzen Jr.)
- 1937 – Den kloge mand (som Thomas Haller, dr. Med.; instruktør Arne Weel)
- 1938 – Kongen bød (instruktør Svend Methling)
- 1940 – Sommerglæder (som borgmesteren; instruktør Svend Methling)
- 1941 – Niels Pind og hans Dreng (som godsejer Due; instruktør Axel Frische)